# 苻朗
苻朗（?—?），字元达，十六国前秦将领，氐族。
符朗是前秦天王苻堅堂兄的儿子。喜經籍，手不釋卷。苻堅稱之“千里駒”，都督青徐兗三州諸軍事、鎮東將軍、青州刺史，封乐安男，在任有政绩。喜欢经籍，谈论虚玄，登山涉水。384年，遣使到彭城请求投降晋後，加封员外散骑侍郎。到扬州后，他和东晋豪门斗富争奇，侮辱骠骑长史王忱兄弟。几年后，被王氏兄弟王国宝进谗言杀害。著有《苻子》数十篇。
谢安设宴请苻朗，苻朗吐痰不用唾壶，由他的侍奴跪地，以口接唾，來炫耀自己的偉大。苻朗善識味，食鹽能吃出生鹽與熟鹽之別，食鵝能知其毛色，世稱「苻朗皁白」。王忱慕名登门拜访，朗称疾不见。僧法汰想引荐他見王國寶、王忱兄弟，苻朗說：“不就是一個人面狗心，另一個狗面人心的？”因為王国宝長相俊美而心狠手辣，王忱長相醜陋但有才華。後苻朗為王國寶所杀，临刑，神色自若，有詩：“旷此百年期，远同嵇叔子。命也归自天，委化任冥纪。”清人嚴可均輯苻朗佚文。

## 延伸阅读
[在维基数据编辑]
 《晉書/卷114》，出自房玄齡《晉書》